# 別爾納什夫卡
48°34′50″N 27°28′59″E / 48.58056°N 27.48306°E
別爾納什夫卡（烏克蘭語：Бернашівка），是烏克蘭西南部的村莊，隸屬文尼察州的莫希利夫-波季利斯基區。該村始建於1380年，面積1.7平方公里，海拔高度85米，2001年人口209。